# 永井直幹
永井 直幹（ながい なおもと）は、江戸時代後期の大名。大和新庄藩の第7代藩主。永井家宗家11代。
文政12年（1829年）7月3日、美濃加納藩主永井尚佐の七男として生まれる。嘉永3年（1850年）10月、第6代藩主の永井直養の隠居の後、その養子として跡を継いだ。嘉永4年（1851年）に日光祭祀奉行、嘉永6年（1853年）に大坂加番、安政5年（1858年）に大番頭などを歴任した。文久3年（1863年）12月、家督を養子の直壮に譲って隠居し、明治15年（1882年）9月6日に死去した。享年54。